# Žabeň
Žabeň är en ort i Tjeckien. Den ligger i den östra delen av landet, 280 km öster om huvudstaden Prag. Žabeň ligger 265 meter över havet och antalet invånare är 598.
Terrängen runt Žabeň är platt åt nordost, men åt sydväst är den kuperad.Runt Žabeň är det tätbefolkat, med 493 invånare per kvadratkilometer. Närmaste större samhälle är Ostrava, 14,1 km norr om Žabeň. Runt Žabeň är det i huvudsak tätbebyggt.